# Каменное (Львовская область)
Каменное (укр. Кам'яне) — село в Ходоровской городской общине Стрыйского района Львовской области Украины.
Население по переписи 2001 года составляло 608 человек. Количество населения по состоянию на 01.01.2016 года составляет 539 человек. Занимает площадь 1,1 км². Почтовый индекс — 81722. Телефонный код — 3239.

## История
В 1946 году указом ПВС УССР село Чартория переименовано в Каменное.